# Cleidogona jamesoni
Cleidogona jamesoni är en mångfotingart som beskrevs av Shear 1982. Cleidogona jamesoni ingår i släktet Cleidogona och familjen Cleidogonidae. Inga underarter finns listade i Catalogue of Life.